# Gostomisl
Gostomisl (790. ? – 861. ?) je bio drugi mitski vođa dinastije Rjurukovič
Po ruskoj legendi Gostomisl nasljeđuje svoga djeda kneza Burilova u vladanju na području današnjeg grada Slavjanska na obali Baltičkog mora. Tijekom višedesetljetne vladavine oko ovog kneza se po legendi formirala velika koalicija sjevernih plemena koja je blokirala prodore Vikinga na današnje područje Rusije i Finske.
Činjenica oko koje se slažu gotovo svi povjesničari ovog mita se sastoji u činjenici da je Gostomisl imao 3 sina koje je nadživio. Zavisno od daljnjih interpretacija njegov nasljednik Rjurik je bio njegov sin koji se rađa u očevoj kasnoj životnoj dobi ili njegov unuk (sin Gostomislove kćeri Umile). Već prije rođenja Rjurika svi znakovi su pokazivali da će se roditi veliki vladar tako je Gostomisl priredio okupljanje dostojno budućeg "kralja". Prije svoje smrti po legendi Gostomisl je dogovorio vjenčanje Rjurika sa slavenskom princezom kako bi se spojili vikinški i slavenski elementi Gostomislove države. 
Nakon smrti Gostomisl je navodno pokopan na mjestu koje se danas zove Gostomislovo brdo.
Osim legendi iz ove prve polovice devetog stoljeća ostao nam je povijesni zapis o ratu Ludviga Njemačkog i kralja Gostomisla vođe plemena Bodriči koje je tada živjelo u današnjoj Sjevernoj Njemačkoj. Ovaj rat koji se dogodio 844. godine se veoma teško može povezati s legendom o Gostomislu pošto je on vladao u puno sjevernijim zemljama.